# Salín
Pour les articles homonymes, voir Salin.
Le Salín est un stratovolcan actif mais au repos actuellement, qui se trouve à la frontière entre la IIe région chilienne d'Antofagasta et la province argentine de Salta (département de Los Andes).
Son altitude est de 6 022 mètres.

## Situation
Il se trouve non loin du Paso Socompa, à la frontière entre l'Argentine et le Chili. Il est entouré d'une série de hauts volcans des Andes formant un groupe centré sur le nord-est de ce col.
À une quinzaine de kilomètres au sud-est se trouve le volcan Socompa ; à dix kilomètres au nord-ouest, en territoire chilien, le Pajonales ; à quinze kilomètres au nord, également au Chili, le volcan Pular.
Au sud-est, à une dizaine de kilomètres, on trouve le volcan Arizaro et, à plus ou moins 25 kilomètres à l'est, l'Aracar.
Ensemble avec les volcans Pajonales (5 958 m), Pular (6 224 m), Aracar (6 095 m) et Arizaro (6 224 m), le Salín délimite une assez vaste cuvette occupée par le Salar de Pular. Il constitue le rebord sud-ouest de cette dernière, qui est coupée en deux par la frontière argentino-chilienne. Celle-ci court en ligne droite du sud-ouest au nord-est.
La lave de ses dernières éruptions a surtout coulé vers le nord-est, vers la cuvette du Salar de Pular.